# Charaxes inopinatus
Charaxes inopinatus är en fjärilsart som beskrevs av Johannes Karl Max Röber 1940. Charaxes inopinatus ingår i släktet Charaxes och familjen praktfjärilar. Inga underarter finns listade i Catalogue of Life.